# Schlacht am Salado
Die Schlacht am Salado fand am 30. Oktober 1340 bei Tarifa in der heutigen Provinz Cádiz statt. Sie war eine der wichtigsten Schlachten der letzten Phase der Reconquista. In ihr schlugen die vereinten Kräfte von Alfons XI. von Kastilien und Alfons IV. von Portugal die marokkanischen Meriniden unter Abu l-Hasan sowie deren Verbündete, die Nasriden von Granada unter Yusuf I., die Tarifa belagerten.

## Vorgeschichte
Nach der Niederlage 1330 in der Schlacht von Teba hatte der Nasriden-Emir Muhammad IV. von Granada den Meriniden-Sultan Abu Hasan zu Hilfe gerufen. Hasan kam daraufhin mit einer Flotte und einer Armee aus Marokko, die 1333 in Algeciras landete. Nach fünfmonatiger Belagerung hatten sie im Juni 1333 die kastilische Stadt Gibraltar erobert. Abu Hasan war anschließend nach Marokko zurückgekehrt, um ein großes Heer mit dem Ziel zusammenzustellen, so viel wie möglich der christlichen Eroberungen der letzten Jahrhunderte rückgängig zu machen.
Die folgende Invasion war der letzte Versuch der Meriniden, auf der iberischen Halbinsel ein Machtzentrum zu errichten.

## Die Schlacht
Abu l-Hasan besiegte im April 1340 eine christliche Flotte in der Seeschlacht von Gibraltar, setzte mit einer großen Streitmacht über die Straße von Gibraltar und ließ seine Truppen in Algeciras und Gibraltar sammeln. Im August vereinte er seine Truppen mit denen Yusufs I. und begann mit ihm gemeinsam, die Stadt Tarifa zu belagern.
Alfons XI. von Kastilien gelang es, die Könige von Portugal, Aragón und Frankreich von der Bedrohung ihrer iberischen Besitzungen durch die Meriniden zu überzeugen und ein Entsatzheer aufzustellen. Papst Benedikt XII. erließ sogar eine kirchliche Kreuzzugs-Sondersteuer zugunsten Alfons’.
Im Oktober traf das christliche Entsatzheer auf dem Landweg vor Tarifa ein, ebenso wie eine neue kastilische Flotte. Die zeitgenössischen Angaben über die Truppenstärken des christlichen und des muslimischen Heeres sind maßlos übertrieben, das muslimische Heer war aber wohl größer als das der Christen.
Vor den Toren der Stadt am nahen Fluss Salado kam es zur Schlacht. Die Muslime wurden geschlagen und zogen sich nach Algeciras zurück. Die Christen erbeuteten das feindliche Feldlager einschließlich der Kriegskasse.

## Folgen
Es war der letzte Versuch einer Invasion der iberischen Halbinsel durch eine muslimische Armee. Der Krieg mit Granada dauerte zehn weitere Jahre an, in welchen Alfons XI. nur noch einige wenige Gebiete erobern konnte. Die Stadt Algeciras wurde 1344 nach zwei Jahren Belagerung erobert.